# Yaowapa Boorapolchai
Yaowapa Boorapolchai, taj. เยาวภา บุรพลชัย (ur. 6 września 1984) – tajska zawodniczka taekwondo, brązowa medalistka olimpijska z Aten (2004), dwukrotna medalistka mistrzostw świata.
W 2004 roku wzięła udział w igrzyskach olimpijskich w Atenach. Zdobyła brązowy medal olimpijski w kategorii do 49 kg. W ćwierćfinale pokonała ją Yanelis Labrada, w repasażach zwyciężyła w pojedynkach z Ivett Gondą i Gladys Morą). 
W 2003 roku zdobyła brązowy, a w 2007 roku srebrny medal mistrzostw świata, w latach 2003–2007 trzy medale uniwersjady (dwa srebrne i jeden brązowy), w latach 2002 i 2006 dwa medale igrzysk azjatyckich (srebrny i brązowy), a w 2006 roku złoty medal mistrzostw Azji.